# Radio Rurale de Kayes
La Radio Rurale de Kayes (RRK) est la première station de radio non étatique du Mali. Elle est créée le 1er août 1988 sous le régime autoritaire de Moussa Traoré, qui autorise exceptionnellement cette station à émettre en FM dans le cadre d’un programme de développement de la région initié par l'ONG Agence italienne pour la coopération et le développement (AICS). La RRK est l’une des radios à l'origine de l’URTL (Union des radiodiffusions et télévisions libres du Mali) fondée en juillet 1992.
Les émissions sont réparties en 4 grands secteurs : alphabétisation, économie, santé et socio-culturel. La majorité des programmes sont en langues soninké, khassonké, bambara et pulaar, et certains programmes sont en français. La RRK possède son propre site web.
Un projet de numérisation des archives de cette radio est en cours.

## Histoire

### La naissance de la Radio Rurale de Kayes
La Radio Rurale de Kayes voit le jour sous le régime militaire et autoritaire de Moussa Traoré. En 1982, l'AICS lance un « programme sahélien » de développement rural pour aider les pays du Sahel (Mali, Sénégal, Niger et Burkina Faso) frappés par les sécheresses de 1973 et de 1984. La région de Kayes, durement touchée, est l'une des cibles de ce programme.
L'un des principaux arguments avancés par les ONG pour promouvoir la création de la RRK est la nécessité de désenclaver Kayes, une zone où la circulation est difficile. L'AICS lance en 1987 un programme de développement des infrastructures qui a pour projet de construire une route reliant la ville de Kayes à la ville de Diboly pour établir des réseaux de communications entre le Mali et le Sénégal et desservir les populations vivant autour du fleuve Sénégal. De plus, le programme prévoit de rénover l'hôpital de Kayes et appuie des projets d'irrigation dirigés par d'anciens migrants maliens. Dans le cadre de ce programme les ONG GAO Cooperazione Internazionale et Terra Nuova, promeuvent, financent et gèrent une radio rurale qui ambitionne de couvrir un espace composé de 402 villages où vivent environ 300000 habitants. La RRK est conçue comme un outil de sensibilisation, d’information, de formation, d’éducation, de développement et de vulgarisation qui est animé par et pour les paysans.
Le 1er août 1988, le gouvernement malien autorise exceptionnellement la création de la Radio Rurale de Kayes. Cette autorisation suit la signature d'un protocole entre le gouvernement et les deux ONG italiennes après des négociations. Le pouvoir malien fait à cette époque preuve de souplesse car l'État a le monopole de la radiodiffusion. L'autorisation est donnée à la condition que la RRK ne fasse pas de politique. En 1991, les deux seules stations de radios légales au Mali sont la RRK et la Radiodiffusion Télévision du Mali (RTM) qui est une radio d'État.

### La RRK durant l'ère de la libéralisation de la radiodiffusion au Mali (1991-1999)
Après la chute de Moussa Traoré en mars 1991, la transition démocratique du Mali en 1992 s'accompagne d'une libéralisation de l'espace audiovisuel via une ordonnance du 18 janvier. En moins de dix ans, plus d'une centaine de radios libres de proximité sont installées.

En 1992, la Radio Rurale de Kayes est au bord de la faillite. GAO Cooperazione Internazionale et Terra Nuova sont censées financer les frais de fonctionnement jusqu'en 1995 mais leur soutien financier s'arrête en 1992. La station connait une crise financière, une dette qui s'élève à 15 millions de francs CFA en 1993. La radio n'a alors plus les moyens de se rendre sur le terrain pour collecter les réactions des populations, et elle devient tributaire du budget national. La majorité des émissions sont donc produites en studio.

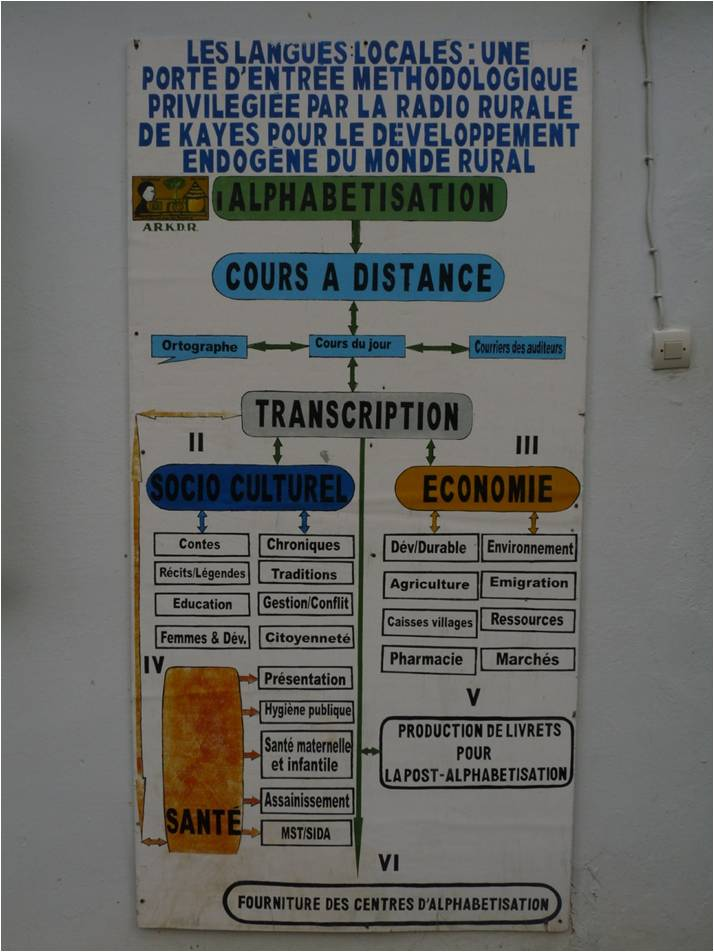
Schéma des principes directeurs de la RRK

La RRK est finalement sauvée de la fermeture par ses auditeurs via les associations de la région dont beaucoup sont en lien avec des émigrés. Quatre d'entre elles versent une cotisation mensuelle et individuelle de 100 000 francs CFA : Diama Djigui, l’UTPADE (Union des tons paysans pour le développement), l’ORDIK (Organisation rurale pour le développement intégré de la Kolimbiné), et l’URCAK (Union régionale des coopératives agricoles de Kayes). Elles sont suivies quelques mois plus tard par onze autres associations avec qui elles forment l'Association des radiodiffuseurs de Kayes pour le développement rural  (ARKDR) en septembre 1992. L'ARKDR possède un comité de gestion et une assemblée générale des auditeurs et participe activement à l'animation de la station en envoyant à tour de rôle deux animateurs par village avec des programmes pour épauler les agents de la RRK. À cela s'ajoutent d'autres soutiens financiers extérieurs. L'Association des amis du village planétaire donne des fonds pour étendre la diffusion et des magnétos portatifs pour les reportages. Une coopération est organisée entre la ville de Kayes et le SAN d'Évry. Cette gestion associative donne un second souffle à la RRK qui produit des cassettes dans son studio et diffuse les cassettes d'autres partenaires.
En 1994, l'Association pour la solidarité franco malienne, une association d'émigrés soutenue par la Fondation Abbé Pierre, soutient financièrement la RRK en versant un montant de 100 000 francs pour les frais de fonctionnement jusqu'en 1998. Pour rembourser la dette, un gérant de la station est embauché, les recettes, les avis et les publicités sont affectés au remboursement. Une ONG hollandaise finance la réfection de chambres d'hôte qui fournissent des revenus supplémentaires. La même année, la région Nord-Pas-de-Calais (en rapport avec Radio Canal Sambre) construit un centre régional de formation professionnelle de 60 millions de francs CFA. 

### La RRK à l'ère du numérique
Avec les aménagements réalisés pour la Coupe d'Afrique des Nations organisée par le Mali en 2002, la RRK  obtient deux ordinateurs de bureau. Pour autant, il n'y a pas de traitement numérique des productions audios. La connexion internet rend utilisable le courrier électronique et permet d'aller sur des sites web. De plus, la radio émet dans un rayon de 200 km autour de la ville de Kayes sur deux fréquences différentes retransmissent par deux émetteurs relais. En 2003, le Centre multimédia communautaire (CMC) voit le jour dans l'enceinte de la Radio Rurale de Kayes grâce au soutien de l'UNESCO.

C'est dans ce contexte de numérisation de l'équipement, qu'au milieu des années 2000, l'équipe de la radio se forme aux nouvelles technologies (NTIC), 

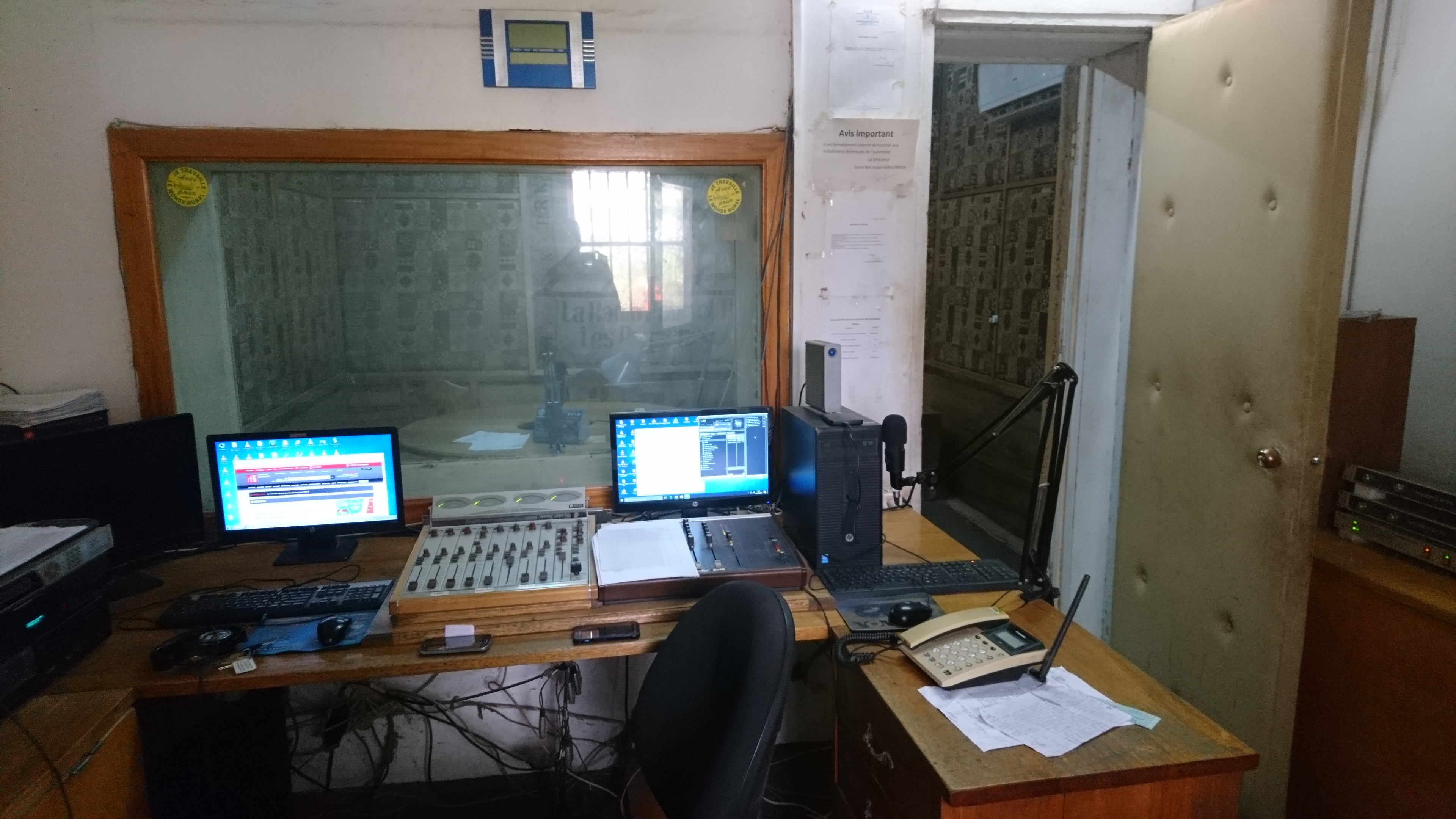
Le studio d'enregistrement de la RRK

et plus précisément à l'usage des ordinateurs et de logiciels pour traiter et diffuser les éléments sonores qui passent à l’antenne et à l'utilisation des appareils d'enregistrement. Depuis 2010, la Radio Rurale de Kayes possède son site internet. Les NTIC offrent aux auditeurs de nouvelles plateformes pour s'exprimer et intervenir en direct quelle que soit leur position géographique. La radio traite de l'actualité à travers des formats mixtes associant nouvelles locales et animation.
Depuis 2012, la radio produit ses propres journaux en bambara et en soninké. Depuis 2013, la RRK diffuse également des éléments du programme radiophonique Studio Tamani produit pour un réseau de 70 radios au Mali : des journaux en français et en bambara, ainsi qu’un débat quotidien en français ou en bambara (le Grand Dialogue). En 2015, un comité de soutien regroupant des auditeurs nait en France.  

## Projet de numérisation des archives de la RRK
Le projet est financé par le Modern Endangered Archives Programme (MEAP) de la Bibliothèque de l'UCLA (2022-2025). Il est coordonné par Darrar Ben Azour Maguiraga directeur de la Radio Rurale de Kayes et l'anthropologue Aïssatou Mbodj-Pouye chargé de recherche au CNRS au sein du laboratoire IMAF.
Depuis début septembre 2024, une collection de 943 fichiers audios sont numérisés et sont disponibles en version numérique. Il s'agit d'émissions principalement en soninké (qui est la langue la plus utilisée), en khassonké, en bambara et en peul.
Les émissions numérisées couvrent une période allant de 1988 à 2012. La base de données de l'UCLA Library Digital Collections référence les émissions et offre des outils de recherche pour filtrer par type de production (l'option par défaut) ou par ordre alphabétique. 

### Les sujets des émissions
Les émissions numérisées portent sur des villages de la région de Kayes comme  Bangassi-Nango, Séro, Gouméra, Fégui, Maréna-Diombougou, Koussané, Somankidy et Dogofiry.
L'intégralité des fichiers sont des programmes musicaux. De nombreux chants de différentes natures sont interprétés dans ces émissions numérisées, allant des chants de femmes (qui sont les plus nombreux), jusqu'aux chants de talibés en passant par des chants d'esclaves, des chants de deuil ou de réjouissance. Il y a aussi des chants religieux comme des chants de rites (chants de circoncision notamment) ou de célébration, ainsi que des chants liés à certaines catégories professionnelles comme les chants de travail agricole ou les chants de chasseur. De nombreux chants traitent quant à eux de la vie quotidienne (chants familiaux, chants de bienvenue, chants d'amour et chants pour orphelins). Ces chants peuvent être faits en solo, en duo ou en chœur avec des instruments ou a cappella.
Plusieurs instruments de musique sont utilisés au cours les émissions, notamment le  dundun, le djembé, le jita (demi-calebasse avec cauris), la guitare, le hochet, le tambour d'aisselle, la ganbare, la cloche, la flûte, la flûte traversière, le bol en acier renversé et le tambour d'eau.
Enfin, différents sujets sont abordés dans ces chansons, en particulier des thématiques éducatives (l'alphabétisation, la prévention et le respect notamment), morales (telles que la solidarité, l'espoir et la générosité) et sociales (par exemple, les statuts sociaux, le travail, la migration et les relations familiales).

### Les autres filtres de la base de données
Un autre filtre est le nom du chanteur. Parmi les noms figurent des chanteurs et des chanteuses qui chantent régulièrement pour la radio, comme Oumar Diagouraga, et des personnes enregistrées une seule fois par la radio qui ne sont pas des professionnels de la chanson.
La base de donnée de l'UCLA possède aussi un filtre sur la langue utilisée dans les chansons (soninke, kax et bambara). Le moteur de recherche de la base permet de choisir la période et l'année de diffusion des musiques.
Les archives sonores ont des descriptions en français et en anglais de leur contenu. La date de diffusion originale des chansons, leur zone géographique, la collection à laquelle elles appartiennent (Radio Rurale de Kayes) et le type de ressource (enregistrement sonore) sont également décrites. Le tout est accompagné d'une description physique sur la durée des musiques et le médium où ils ont été enregistrées au départ (cassette audio).

### Documentaires
- La Radio Rurale au Sahel (1991)